# Seille (Mosel)
Die Seille [sɛj] ist ein  138 km langer rechter Nebenfluss der Mosel in der französischen Region Grand Est.

## Name
Man nennt die Seille auch die Lothringische Seille oder die Große Seille zur Unterscheidung von der Seille, die in der Region Burgund in die Saône mündet. Der Fluss trug auch während der deutschen Herrschaft (1871 bis 1918) amtlich den Namen Seille, bis 1916 der Name in Selle geändert wurde. Als ältere Bezeichnungen führte Wilhelm Obermüller die Namen Salona (als Verbindung von salonn ‚Salz‘ und aa ‚Wasser‘) und Salm (unter Verweis auf den Salmgau, pagus Selme) an. Bei dem gelegentlich als deutsche Bezeichnung angegebenen Namen Selz handelt es sich um ein Missverständnis, das aus der 1915 vorgenommenen Umbenennung von Coin-sur-Seille in Selzeck herrührt. Die Landschaft Saulnois ist nach dem Fluss, der sie durchfließt, benannt.

## Geographie

### Verlauf
Der Quellbach der Seille, der Ruisseau de Guessing, entspringt im Regionalen Naturpark Lothringen, im Gemeindegebiet von Maizières-lès-Vic, ändert noch im Quellgebiet mehrfach seinen Namen und fließt schließlich in den Linderweiher (frz.: Étang de Lindre), den er bei Lindre-Basse unter seinem endgültigen Namen Seille wieder verlässt.
Der Fluss entwässert unter streckenweise starker Bildung von Flussschleifen generell in nordwestlicher Richtung und mündet nach 138 Kilometern im Stadtgebiet von Metz in die Mosel. Auf ihrem Weg durchquert die Seille die Départements Moselle und Meurthe-et-Moselle und bildet in ihrem Mittellauf über eine lange Strecke die Grenze zwischen beiden Départements. Im 19. Jahrhundert gab es Pläne, die Seille zu kanalisieren (Canal des Salines de l’Est), die jedoch nicht realisiert wurden. Zwischen Dieuze und Marsal sind noch Reste des Canals de la vielle Seille (Kanal der alten Seille) sichtbar.

### Orte am Fluss
(Reihenfolge in Fließrichtung)
- Azoudange (Anslingen)
- Dieuze (Duß)
- Marsal
- Vic-sur-Seille (Wich)
- Brin-sur-Seille
- Nomeny
- Marly
- Metz

## Salzwiesen

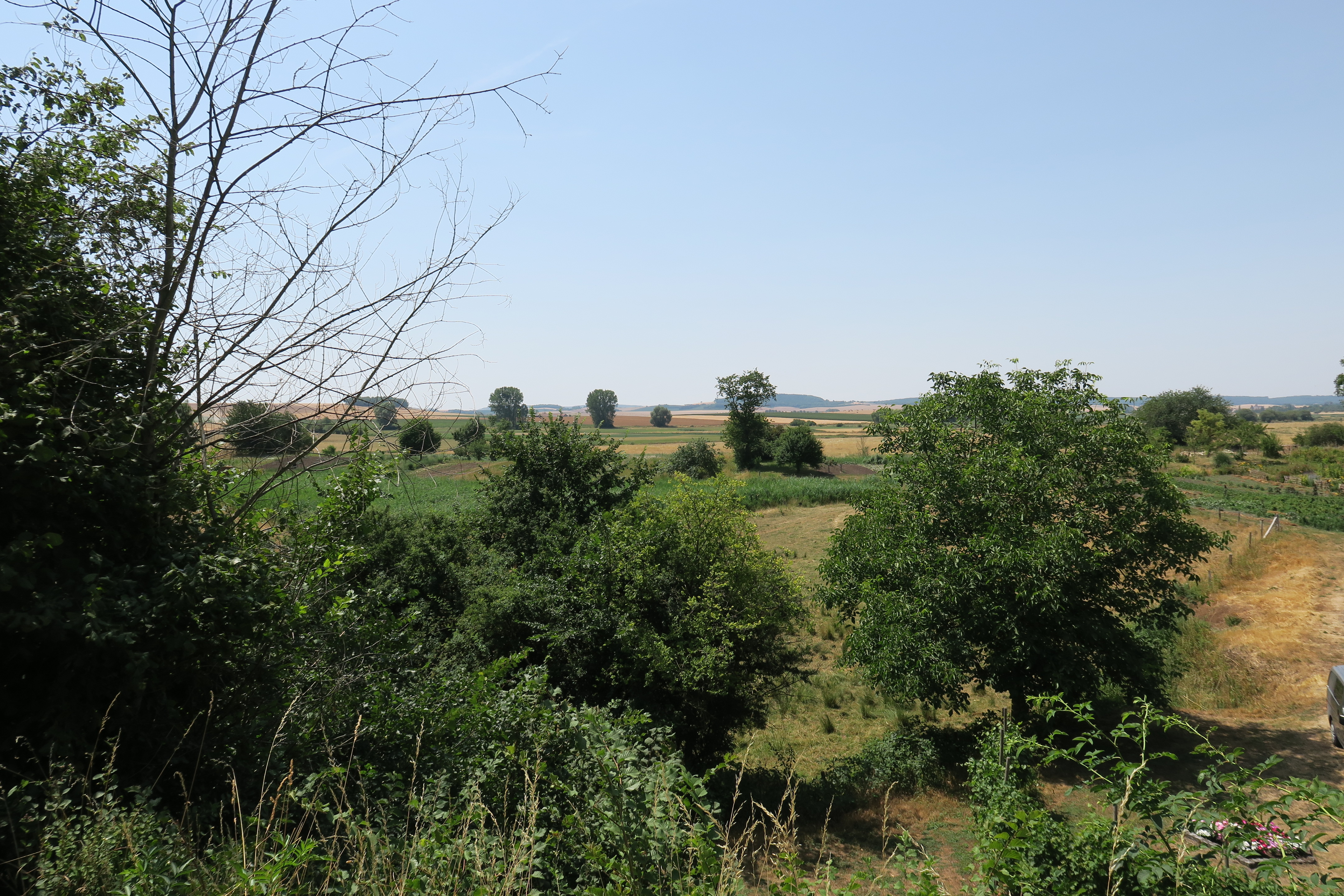
Salzwiesen im Tal der Seille bei Marsal

In der Nähe von Marsal tritt Salz natürlich aus und bildet Salzwiesen. Hier wachsen Pflanzen, die sonst nur an den Meeresküsten vorkommen: Queller, Strand-Aster, Strand-Dreizack, Bodden-Binse. 
Die Salzwiesen stehen unter dem Natura 2000 Schutz, auch die Landwirtschaft ist nur in einiger Entfernung und eingeschränkt möglich. Vom Stadttor in Marsal hat man einen guten Blick auf die Wiesen, Wanderwege führen an der Seille entlang.

## Hydrologie
| Monatlicher mittlerer Abfluss in m³/s: Seille bei Metz Daten aus den Werten der Jahre 1964–2025 berechnet |
| --- |
| 25201510509,820,5Jan.20,5Feb.15,5März9,5Apr.6,1Mai4,4Juni2,9Juli2,5Aug.3,1Sep.6,2Okt.9,2Nov.16,9Dez.      |
| Durchgehende Linie: Mittlerer Jahresabfluss (MQ) 9,8 m³/s                                                 |
| |
| Quelle: La Seille à Metz – hydro.eaufrance.fr                                                             |